# День матери (фильм, 1980)
«День матери» (англ. Mother’s Day) — слэшер с элементами комедии режиссёра Чарльза Кауфмана, снятый при финансовой поддержке его брата Ллойда на студии Troma Entertainment.

## Сюжет
Три девушки, которых связывала крепкая дружба в колледже, решают встретиться много лет спустя и устроить что-то наподобие пикника в лесу. Они и вообразить себе не могли, что в этом лесу обитают двое сумасшедших парней, насилующих и убивающих во славу своей безумной мамочки. Девушкам придется столкнуться с ужасными проявлениями внимания со стороны мужчин.

## Производство и показ
Идея фильма пришла Чарльзу Кауфману, когда он просматривал старые фильмы ужасов. Имея уже в кармане определенное количество денег, он собрал команду и начал съемки фильма в настоящем диком лесу, так как не имел достаточно средств для создания масштабных декораций. В то время на экраны выходило очень много серьёзных фильмов ужасов, поэтому Чарльз решил вплести в свой фильм сатирические элементы, тем самым придав действию комизма. Это была, пожалуй, первая комедия ужасов в истории кино. На премьерный показ фильма была приглашена мать братьев Кауфманов (снявшаяся только в одной сцене), и после просмотра она заявила, что это лучший фильм, который ей доводилось смотреть. После успеха «Дня матери» и разговора с братом Ллойдом Чарльз Кауфман твердо решил стать кинорежиссёром.
Ллойд Кауфман называет «День матери» «семейным» фильмом. Во вступлении к фильму на DVD он сказал: 
Чарльз Кауфман написал сценарий и снял фильм, а Рут Кауфман, наша мать, снялась в фильме. И Стэнли Кауфман снялся в одной из эпизодических ролей. Сьюзан Кауфман, наша сестра, что очень важно, была художественным постановщиком. Возможно, в фильме были задействованы и другие Кауфманы, которых мы забыли, потому что они не прислали нам подарки на Рождество.

## Культурный вклад и влияние
В 1980 году, когда волна слэшеров ещё только начинала своё шествие по США, «День матери» стал одним из первых фильмов этого жанра. Он появился через два года после нашумевшего «Хэллоуина» Джона Карпентера. Но если «Хэллоуин» знает любой среднестатистический американец, то «День матери» получил широкую известность только среди фанатов фильмов ужасов.
Влияние сцены в бассейне можно заметить в фильме Пола Томаса Андерсона «Ночи в стиле буги».

Кинорежиссёр и большой поклонник фильмов ужасов Элай Рот в интервью журналу Total Film в ноябре 2007 года сказал следующее: 
В свой день рождения я смотрю «День матери», и мы с друзьями улюлюкаем, когда кому-нибудь отрубают голову или топор вонзается в чьи-то яйца.

## Ремейк
В 2010 году режиссёром Дарреном Линном Боусманом был снят ремейк «Дня матери». Премьера фильма в США и Великобритании состоялась 1 апреля 2011 года.